# Wow (槇原敬之の曲)
「Wow」（ワウ）は、2003年2月13日に発売された槇原敬之の28枚目のシングル。発売元は、ワーナーミュージック・ジャパン。

## 概要
『本日ハ晴天ナリ』からのシングルカット。NTV系「AX MUSIC TV」AX POWER PLAY#024」テーマソング。M2・M3は『2003 MIX』と題されたリミックス。「桃」を手掛けた飯尾芳史はミキサー。ワーナー2期時代（2000年～2003年）の槇原作品に数多く参加。ジャケットに写っている犬は槇原の愛犬で、黒パグのチャーリー。チャーリーはすでに亡くなっている。

## 補足事項
SMAPに楽曲提供話が上がった時、最初の候補は本曲。SMAP側の要望にて一旦お蔵入り。その後に出来上がった楽曲が「世界に一つだけの花」。「SMAP×SMAP」でSMAPと共演した。

## 収録曲
作詞・作曲・編曲：槇原敬之（特記以外）
1. Wow
2. PLEASURE（2003 槇原敬之MIX）
3. 桃（2003 飯尾芳史MIX）
  - 編曲：飯尾芳史